# 台鐵32700系客車
台鐵32700系列鋼體客車，在歷史上共有3種。
第1種是在1957年透過美援引進的35SP32700型坐臥兩用椅車，共引進12輛，為台鐵第一款長20公尺的客車。
第2種是在1959年由日本引進的35TP32700型(30輛)及35TPK32700型(10輛)通勤客車。
第3種是在1970年向日本新潟鐵工、近畿車輛、富士重工採購的35SPK32700型對號快車(今普快車)專用客車廂，共引進100輛。

## 改造工程
- 35SP32700型：分別於1964年(4輛)及1972年(7輛)加裝空調，車型變更為35SP32720型，為觀光號用車，之後於1977年更新為莒光號，部分車輛於2009年改造為兩鐵車廂。另有一輛改造為客廳車35PC32701號。
- 35SPK32700型：台鐵為補足1994年春節運能，故挑選50輛35SPK32700型客車加裝冷氣及440V電器設備，並將窗戶封死。車身亦將塗裝改為復興號配色，並將車籍改為35SPK2300型。